# 1057

## Evenimente
- 9 ianuarie: Generalul turc Arslan ibn-al Basariri, alungat din Bagdad în 1055, îi înfrânge pe selgiucizi la Sinjar; în continuare, el ocupă Mosul, de unde recunoaște suzeranitatea dinastiei fatimizilor.
- 19 ianuarie: Conducătorul selgiucid Toghrul-Beg reocupă orașul Mosul, unde îl instalează pe vărul său Ibrahim Yinal.
- 22 martie: Guillaume I, ducele Normandiei, înfrânge armata franco-angevină a regelui Henric I la gurile râului Dives (Varaville).
- 30 martie: Împăratul bizantin Mihail al VI-lea refuză primirea în audiență a comandanților militari bizantini din Asia Mică; se constituie o conspirație împotriva basileului, compusă din Mihail Bourtzes, Constantin și Ioan Dukas, Isaac Comnen, Katakalon Kekaumenos și patriarhul de Constantinopol, Mihail Kerularios.
- 8 iunie: Generalul bizantin Isaac Comnen este proclamat împărat în Paphlagonia de către partidul militar din Bizanț, fiind ulterior recunoscut de către themele din Asia.
- 15 august: Bătălia de la Lumphanan: Regele Macbeth al Scoției este ucis în lupta împotriva lui Malcolm al III-lea.
- 20 august: În marș către Constantinopol, trupele bizantine din Asia, comandate de Isaac Comnen, le înfrâng pe cele din Europa (fidele împăratului Mihail al VI-lea) lângă Niceea.
- 30 august: Confruntat cu o revoltă populară orchestrată de patriarhul Mihail Kerularios, Mihail al VI-lea abdică de la conducerea Imperiului bizantin și se retrage la mănăstire.
- 31 august: Generalul Isaac Comnen intră în triumf în Chrysopolis, portul Constantinopolului; este primul împărat din dinastia Comnenilor.
- 1 noiembrie: Triburile Banu Hilal ocupă orasul Kairouan, reședința dinastiei zirizilor, ai cărei conducători sunt nevoiți să se refugieze la Mahdia.

### Nedatate
- august: La moartea lui Umfredo, contele normand de Apulia, moștenirea sa este preluată de fratele său, Robert I Guiscard, conte de Melfi.
- octombrie: Primul atac al selgiucizilor împotriva Bizanțului, desfășurat în regiunea Armeniei.
- Dinastia almoravizilor ocupă orașul Aghmat, în Maroc.
- În spațiul carpato-danubiano-pontic își fac apariția cumanii, popor migrator originar din stepa kirghiză, care îi înfrâng pe pecenegi și le ocupă așezările.
- Regele Andrei I al Ungariei numește ca succesor pe Solomon, în detrimentul fiului mai vîrstnic, Bela.
- Regele Burmei, Anawratha capturează și distruge Thanton, în nordul Thailandei; unificarea teritoriului birmanez, în jurul regatului Pagan.
- Regele Ferdinand I al Castiliei cucerește Lamego și Viseu, din mâinile creștinilor aliați ai musulmanilor.

## Arte, științe, literatură și filozofie
- 8 mai: Atestarea ultimei utilizări a papirusului de către cancelaria pontificală.

## Înscăunări
- 2 august: Papa Ștefan al IX-lea (n. Frederic de Lorraine), (1057-1059)
- După 15 august: Lulach al Scoției (cel Ghinionist), rege al Scoției (1057-1058)
- 1 septembrie: Isaac I Comnen, împărat al Bizanțului (1057-1059)

## Nașteri
- dată necunoscută: Hugo de Vermandois  (d. 1101)

## Decese
- 28 iulie: Papa Victor al II-lea
- 15 august: Macbeth, rege al Scoției, căzut în luptă (n. 1005)
- 3 septembrie: Renauld I, conte de Burgundia (n. 990)
- 28 septembrie: Otto al III-lea, duce de Suabia (n. ?)

### Nedatate
- august: Umfredo de Hauteville, conte normand de Apulia (n. ?)
- Al-Maarri, scriitor sirian (n. 973)
- Jocho, sculptor japonez (n. ?)